# Kultura, Communication y Desarrollo

Kultura, Communication y Desarrollo (KCD) es una Organización no Gubernamental de Cooperación al Desarrollo con sede social en Bilbao, Vizcaya. Sus fines son fomentar la Comunicación Social y Cultural como herramienta de desarrollo, presentando alternativas de información como respuesta al peligro de la implantación de un modelo único de pensamiento que pueda llegar a sacrificar a su paso la diversidad y la legitimidad del resto de las identidades nacionales y culturales. 

## Los principios fundamentales de KCD[1]
1. Promover una comunicación diversa y plural
2. Promover la importancia de la Cultura y su diversidad
3. Promover la democratización de la comunicación
4. Promover y apoyar la inserción de grupos sociales y de comunidades que nunca antes hayan tenido acceso al ejercicio de la producción del cine en el mundo audiovisual y cinematografía.
5. Impulsar la participación de mujeres realizadoras.
6. Oponerse a las corrientes políticas autoritarias, elitistas, racistas, xenófobas, homófobas y de cualquier forma de discriminación, denunciando sus engaños y rechazando todas sus formas de expresión.
7. Aportar en la construcción de una alternativa de sociedad, en la que no tenga cabida la injusticia, la miseria, la falta de equidad entre géneros, la guerra, los desastres ecológicos, cualquier tipo de persecución (política, sexual, religiosa, étnica...) y ningún tipo de explotación.
8. Difundir los valores positivos de las diversidades; culturales, religiosas, étnicas, sexuales...
9. Promover los derechos humanos, los derechos colectivos, la equidad entre géneros, el respeto al medio ambiente y una cultura de paz.
10. Promover las relaciones entre los pueblos en términos de igualdad.
11. Promover la aceptación social de la emigración.
12. Denunciar las causas que originan la pobreza y la exclusión social.
13. Construir una opinión pública favorable a los procesos de transformación social en aras de conseguir un desarrollo humano equitativo y sostenible.

## Actividades y eventos
La principal actividad que organiza KCD es el Festival Internacional de Cine Invisible "Film Sozialak" Bilbao. Un festival de cine social, celebrado en la capital vizcaína, que recoge obras de todos los países dando especial importancia a los temas de Derechos Humanos, Desarrollo Sostenible, Interculturalidad y Equidad de Género. Se da especial importancia a la realización de cine realizado por Mujer, para lo que existe un Premio en dicha categoría. De igual manera, se pretende impulsar el cine social realizado en Euskera, otorgando el Premio a la mejor obra con contenido social realizada en euskera. Además, el público asistente a las proyecciones, otorga el Premio del Público. Y un Premio de las y los estudiantes, que otorga el alumnado de los ocho centros educativos repartidos por Vizcaya, que son sede del festival.
Este evento es el eje central de la ONGD y actualmente va por la séptima edición con convocatorias abiertas para los realizadores desde noviembre de 2014 hasta el 1 de mayo de 2015.
KCD también organiza Encuentros de Cultura, Comunicación y Cooperación al Desarrollo, donde realizadores y activistas sociales de todos los países son invitados a dar conferencias. El objetivo es analizar temas de conflicto con la esperanza de generar estrategias, planes y programas de desarrollo. Desde el año 2013, los Encuentros de Cultura, Comunicación y Desarrollo, están enmarcados dentro de los Cursos de Verano UPV/EHU. Dirigidos a alumnado universitario, profesionales y público en general, los Cursos de Verano se presentan anualmente como una oportunidad renovada de formación abierta y de aprendizaje a lo largo de la vida, así como de reflexión sobre el mundo en que vivimos, en permanente cambio, con objeto de contribuir en lo posible a la conformación de un futuro deseable y mejor. Desde el 23 hasta el 25 de junio de 2014 se celebró la quinta edición bajo el título de "Comunicación, Conflictos y Cooperación al Desarrollo".
Desde 2012 KCD también apoya La Caravana de Cine de Mujeres de El Cairo, organizada por la productora Klaketa Árabe (Egipto). Esta iniciativa surge con una doble intención: por un lado analizar los puntos de encuentro y las fronteras culturales que existen entre el mundo de habla hispana y el mundo árabe, favoreciendo el intercambio y conocimiento entre estas dos culturas. Y por otro, creando un espacio para dar voz a las directoras que con un cine alternativo a lo comercial nos muestran otras realidades y puntos de vista. 
Otra de sus actividades es El taller del vídeo del minuto para mujeres. Impartido por la cineasta Amal Ramsis. Es una invitación a todas las mujeres para que registren en formato audiovisual aquellos aspectos de su realidad que las significan como sujetos.Todas las filmaciones, de un minuto de duración y realizadas en plano secuencia, se convierten en un film colectivo que cada año es concebido bajo un tema distinto. En 2014, el tema elegido ha sido "Cuerpos" y gracias al apoyo de KCD ONGD, el Festival Internacional de Cine Invisible "Film Sozialak" Bilbao y la Diputación Foral de Vizcaya, este taller se ha impartido en Oaxaca (México), La Habana, (Cuba) y Munguía (Vizcaya). Y para el año 2015 está previsto que, tanto la Caravana de Cine de Mujeres de El Cairo, como el taller del vídeo del minuto, se lleven a cabo en Nicaragua, Oaxaca, Bilbao y Ermua.
Además de los proyectos de sensibilización y educación para el desarrollo, KCD realiza proyectos de cooperación internacional con contrapartes en países del Sur como Ojo de Agua Comunicación Indígena (Oaxaca, México) y Klaketa Árabe (Egipto).